# Budaörs
Budaörs (ungerskt uttal: [ˈbudɒørʃ]; tyska: Wudersch; kroatiska: Jerša, Erša eller Vundeš) är en stad och kommun i distriktet Budakeszi i provinsen Pest i Ungern. Den ligger cirka 7,5 kilometer sydväst om centrala Budapest och gränsar till Budapests västra del. Kommunen har 29 398 invånare (2024), på en yta av 23,59 km².
År 1921 samlade Karl I sina trupper vid Budaörs med avsikten att återta den ungerska tronen. En civil flygplats öppnades 1935 på gränsen till Budaörs, som ibland också används för militära ändamål. 1946, efter andra världskriget förvisades de schwabare som bott i Budaörs i flera hundra år, sedan den turkiska invasionen.
Genom kommunen går motorvägarna M1 och M7, och huvudvägen 1 går direkt genom Budaörs centrum. Bussförbindelse finns med bland andra Budapest och Törökbálint.